# Phyllotocus giveni
Phyllotocus giveni är en skalbaggsart som beskrevs av Britton 1957. Phyllotocus giveni ingår i släktet Phyllotocus och familjen Melolonthidae. Inga underarter finns listade i Catalogue of Life.